# زنان در فرانسه
نقش زنان در فرانسه در طول تاریخ تغییر کرده‌است. در سال ۱۹۴۴، زنان فرانسوی حق رأی را بدست آوردند. مانند سایر کشورهای غربی، نقش زنان در دهه ۱۹۶۰) و ۱۹۷۰ دچار تحولات اجتماعی و حقوقی بسیاری شد. فمینیسم فرانسوی که ریشه در انقلاب فرانسه دارد، در قرن بیستم با توجه به ایدئولوژی انتزاعی، به ویژه از طریق نوشتارهای سیمون دوبووار، بسیار تأثیرگذار بوده‌است. علاوه بر این مقاله کارهای علمی پیرامون موضوعات تاریخ، آموزش، حقوق تولید مثل، خانواده، فمینیسم، خشونت خانگی، دین و هنر را در بر می‌گیرد.  نقش سنتی زنان در جامعه فرانسه شامل وظایف خانگی مانند خانه داری، تهیه وعده های غذایی به شیوه مرسوم است که شامل تربیت کودک، برداشت محصول و مراقبت از حیوانات مزرعه می شود. با شروع انقلاب صنعتی در فرانسه، نقش زنان با تبدیل شدن آنها به خانه داران پاره وقت و کارگران کارخانه تغییر کرد. این به طور کلی شامل زنانی نمی شد که دارای وضعیت «بورژوازی» بودند، زیرا این زنان اغلب به حمایت مالی شوهران خود وابسته می شدند. چنین زنانی از طبقه بالا نیز تمایل داشتند که فرزندان خود را تا زمانی که از شیر گرفته شوند نزد پرستاران بفرستند. رشد بسیار آهسته جمعیت، به ویژه در مقایسه با آلمان، همچنان یک مسئله جدی در دهه 1920 بود. پروناتالیست ها خواهان نرخ ازدواج بالاتر و نرخ زاد و ولد بالاتر در میان فرانسوی ها بودند، اما آنها مهاجرت از اروپا را نیز تشویق می کردند. مبلغان به زنان گوشزد کردند که تحت تأثیر فمینیسم، مسئولیت های خانوادگی خود را کنار می گذارند. یکی از نقش‌های جدید آن‌ها ازدواج با مهاجران و تبدیل آنها به فرانسوی‌ها بود. برای محافظت از شغل پدران، حتی اگر مهاجر بودند، در دوران رکود بزرگ تغییرات بیشتر در وضعیت زنان در فرانسه در سال 1944 آشکار شد، چگونه؟ زمانی که زنان فرانسوی حق رای به دست آوردند. با این حال، تنها در دهه 1960 (به طور دقیق تر 1965) بود که آنها علاوه بر حق افتتاح حساب های بانکی شخصی، حق کار بدون کسب اجازه از شوهرانشان را به دست آوردند. در حال حاضر، برای ارائه موثر مراقبت های بهداشتی در کشور، طول عمر زنان به طور متوسط 80.9 سال است. به اصطلاح "کمک هزینه نوزاد" در دسترس زنان باردار و فرزندان تازه متولد شده آنها است. با این حال، در فرانسه امروزی، زنانی که به «سطح آموزش و پرورش مناسب» دست یافته‌اند، موقعیت‌های برجسته‌ای در زمینه‌های تجارت و صنعت مهندسی، به‌ویژه در پاریس، پایتخت فرانسه، کسب می‌کنند.